# Druga keltiberska vojna
Apijan je zapisal, da je ta vojna izbruhnila, ker je Segeda (blizu Zaragoze), močno mesto keltiberskega plemena Belli, prepričala prebivalce nekaterih manjših mest, da se tam naselijo in gradila sedem kilometrov dolgo obzidje. Prav tako je prisilila sosednje Titte, da se pridružijo. Belli so se strinjali s pogodbami, ki jih je Tiberij Sempronij Grakh sklenil s plemeni v Hispaniji ob koncu prve keltiberske vojne. Rim je menil, da Segeda krši pogodbo. Prepovedal je gradnjo obzidja in zahteval davek ter zagotovitev kontingenta za rimsko vojsko v skladu z določili Grakhove pogodbe. Segedanci so odgovorili, da pogodba prepoveduje gradnjo novih mest, ne pa utrjevanje obstoječih. Povedali so tudi, da so jih Rimljani pozneje oprostili davka in vojaškega kontingenta. To je bilo res, vendar je senat trdil, da je pri podeljevanju takšnih oprostitev vedno določil, da veljajo le po njegovi volji. Senat se je moral odločiti za umik oprostitev, ker ga je skrbel razvoj Segede v močno mesto v deželi Keltibercev, ki so imeli zgodovino uporov. Rim se je pripravljal na vojno.
Leta 153 pr. n. št. je pretor Quintus Fabius Nobilitor prispel v Hispanijo s silo skoraj 30.000 mož. Ljudje iz Segede, katerih zid ni bil dokončan, so pobegnili in poiskali zatočišče med Arevaci (drugim keltiberskim plemenom), ki so jih sprejeli. Pripravljena je bila zaseda v gostem gozdu z 20.000 pešaki in 500 konjeniki. Rimljani so izgubili 6.000 mož. Od takrat naprej se niso več spuščali v bitko na dan praznika boga Vulkana, ker se je ta poraz zgodil na ta dan. Arevaci so se zbrali v mestu Numantia (sedem kilometrov severno od današnje Sorie, na hribu, znanem kot Cerro de la Muela blizu Garray), ki je imelo močno naravneo obrambo. Tri dni kasneje je Nobilitor utaboril štiri kilometre od mesta. Pridružilo se mu je 300 konjenikov in deset slonov, ki jih je poslal Masinissa, kralj Numidije, rimski zaveznik v Afriki. Pogled na slone je prestrašil sovražnika, ki teh živali še nikoli ni videl. Pobegnili so v mesto. Vendar pa je med kasnejšo silovito bitko slona zadela velika padajoča skala in je oddal glasen hrup, ki je prestrašil druge slone. Podivjali so in teptali Rimljane, ki so se neurejeno umaknili. Numantinci so izvedli izpad in ubili 4.000 Rimljanov in tri slone. Nobilitor je nato napadel mesto Axinium, ki je shranjevalo sovražnikove zaloge, vendar ni dosegel ničesar. Izgubil je veliko mož in se ponoči vrnil v svoj tabor. Te rimske nesreče so spodbudile mesto Ocilis (Medinaceli, tudi v sodobni provinci Soria), da je prešlo na stran Keltibercev. Rimske zaloge so bile shranjene v tem mestu. Nobilitor se je umaknil v svoj zimski tabor in trpel zaradi pomanjkanja hrane. Zaradi tega, močnih snežnih neviht in zmrzali je umrlo veliko njegovih mož.
Leta 152 pr. n. št. je Marcus Claudius Marcellus (konzul 166 pr. n. št.), konzul tretjič, prevzel poveljstvo in pripeljal 8.000 pešakov in 500 konjenikov v Hispanijo. Izognil se je zasedi in se utaboril pred Ocilisom. Zavzel je mesto in mu podelil pomilostitev. To je spodbudilo Nertobrigo (mesto Bellijev, v sodobni provinci Zaragoza), da je prosila za mir. Marcellus je zahteval 100 konjenikov in strinjali so se. Vendar pa je napad na zadnjo stražo Rimljanov privedel do tega, da je Marcellus oblegal mesto, ki je poslalo glasnika, da bi ponovno prosilo za mir. Marcellus je dejal, da ne bo podelil miru, razen če ga bodo skupaj prosili Arevaci, Belli in Titti. Nertobrigi so poslali ambasadorje k tem plemenom in prosili Marcella za prizanesljivost in za obnovo pogodbe, sklenjene s Tiberijem Grakhom. Temu so nasprotovali nekateri podeželski ljudje, ki so bili spodbujeni k vojni. Marcellus je poslal odposlance iz vsake stranke v Rim, da bi tam nadaljevali svoj spor in poslal zasebna pisma senatu, ki so pozivala k miru. Za podrobnosti o teh delegacijah v Rimu glejte glavni članek. Marcellus je želel sam končati vojno in si tako pridobiti slavo.
Senat je zavrnil mir in poslal novega konzula, Lucija Licinija Lukula (Lucius Licinius Lucullus; konzul 151 pr. n. št.), da nadaljuje vojno. Marcellus je Keltibercem povedal o bližajoči se vojni in jim na njihovo zahtevo vrnil talce. Imel je konferenco s Keltiberci. Po tem je 5.000 Arevacev zavzelo Nergobrigo. Marcellus je odšel v Numantijo in Numantince pognal znotraj mestnega obzidja. Prosili so za mirovna pogajanja. Belli, Titti in Arevaci so se mu prepustili. Marcellus je zahteval talce in denar. Uspelo mu je končati vojno pred prihodom Lukula. Apijan je zapisal, da je bil Lukul pohlepen po slavi in denarju. Napadal je Vakejce (pleme, ki je živelo vzhodno od Arevakov), ker je bil 'v stiski'. To je bilo kljub dejstvu, da jim senat ni napovedal vojne in da to pleme nikoli ni napadlo Rimljanov. Pretvarjal se je, da oskrbujejo Keltibere, kot izgovor za vojno. Prečkal je reko Tagus in se utaboril blizu mesta Cauca (Coca v provinci Segovia). Konzul je dejal, da so slabo ravnali s Carpetani in da je prišel na pomoč kot izgovor za svojo prisotnost tam. Caucejci so izgubili bitko in prosili za mir. Lukul je zahteval talce, 100 talentov srebra in kontingent konjenice za svojo vojsko. Ko so mu to zagotovili, je zahteval tudi, da mesto zasedejo Rimljani. To je bilo dogovorjeno in Lukul je ukazal 2.000 izbranim vojakom, naj zavzamejo mesto. Nato so spustili preostalo rimsko vojsko, ki je dobila ukaz, naj pobije vse odrasle moške. Le nekaj od 20.000 jih je uspelo pobegniti. Nekateri so odšli v druga mesta. Požgali so, česar niso mogli vzeti s seboj, da bi Lukulu odvzeli plen.
Lukul je odkorakal proti mestu Itercatia, kamor se je zateklo več kot 20.000 pešakov in 2.000 konjenikov. Pozval je k mirovnim pogovorom. Prebivalci so mu očitali pokol Caucejcev in ga vprašali ali namerava storiti enako tudi njim. Apijan je zapisal: "on, kot vse krive duše, je bil jezen na svoje obtoževalce, namesto da bi si očital, in je opustošil njihova polja". Nato je začel obleganje in večkrat postavil svoje može v bojno vrsto, da bi izzval spopad. Sovražnik se ni odzval. Vojaki so bili bolni zaradi pomanjkanja spanca in dizenterije, ki jo je povzročila lokalna hrana, na katero niso bili navajeni. Mnogi so umrli zaradi slednje. Ko so bila nekatera obleganja končana, so Rimljani podrli del mestnega obzidja, vendar so bili hitro premagani. Pobegnili so in ker niso poznali območja, so mnogi padli v zbiralnik vode in umrli. Sovražnik je popravil zid. Ker sta obe strani trpeli zaradi lakote, je Scipio Aemilianus, častnik, predlagal mir in obljubil, da ne bo kršen. Iterkalati so mu zaupali in Lukulu dali 10.000 plaščev, nekaj živine in 50 talcev kot del pogojev.
Nato je Lukul odšel v Pallantio (Pelencia). To mesto je gostilo veliko število beguncev in je bilo znano po svoji hrabrosti. Svetovali so mu, naj se mu izogne, vendar je slišal, da je to bogato mesto. Tam se je utaboril in ni odšel, dokler mu nenehno nadlegovanje rimskih nabiralcev s strani palantijske konjenice ni preprečilo, da bi dobil zaloge. Rimljani so se umaknili in sovražnik jih je zasledoval, dokler niso dosegli reke Durius (Duero). Lukul je odšel na ozemlje Turdetanov (v Hispaniji Ulterior) in se umaknil v zimske tabore. To je bil konec njegove nezakonite vojne proti Vakejcem. Nikoli ni bil poklican na odgovornost za to. Apijan je komentiral: "Kar zadeva zlato in srebro, ki ga je Lukul iskal (in zaradi katerega je vodil to vojno, misleč, da je vsa Hispanija polna zlata in srebra), ni dobil ničesar. Ne samo, da ga niso imeli, ampak ta posebna plemena niso cenile teh kovin.
V svojem poročilu o luzitanski vojni je Apijan zapisal, da sta Lukul in Servius Sulpicius Galba, pretor, ki je bil zadolžen za čete v Hispaniji Ulterior in je vodil kampanjo proti luzitanskemu uporu, izvedla skupno kleščasto operacijo proti Luzitaniji. Po Apijanu sta jo postopoma izpraznila. Apijan je Galbo opisal kot še bolj pohlepnega kot Lukul. Mnoge Luzitance je ubil z izdajo.